# 1222
Високе Середньовіччя •  Золота доба ісламу •  Реконкіста •  Хрестові походи •  Київська Русь •  Монгольська імперія

## Геополітична ситуація
Візантійська імперія розпалася на декілька держав. Фрідріх II Гогенштауфен є імператором Священної Римської імперії (до 1250). Філіп II Август править у Франції (до 1223).
Апеннінський півострів розділений: північ належить Священній Римській імперії, середню частину займає Папська область, більша частина півдня належить Сицилійському королівству. Деякі міста півночі: Венеція, Піза, Генуя тощо, мають статус міст-республік, частина з яких об'єднана Ломбардською лігою.
Південь Піренейського півострова в руках у маврів. Північну частину півострова займають християнські Кастилія, Леон (Астурія, Галісія), Наварра, Арагонське королівство (Арагон, Барселона) та Португалія. Генріх III є королем Англії (до 1272), а королем Данії — Вальдемар II (до 1241).
У Києві княжить Мстислав Романович Старий (до 1223), у Галичі — Мстислав Удатний, на Волині — Данило Галицький, у Володимирі-на-Клязмі — Юрій Всеволодович. Новгородська республіка та Володимиро-Суздальське князівство фактично відокремилися від Русі. У Польщі період роздробленості. На чолі королівства Угорщина стоїть Андраш II (до 1235).
В Єгипті, Сирії та Палестині править династія Аюбідів, невеликі території на Близькому Сході утримують хрестоносці. У Магрибі панують Альмохади, держава яких почала розпадатися. Сельджуки окупували Малу Азію. Чингісхан розширює територію Монгольської імперії. У Китаї співіснують частково підкорені монголами держава чжурчженів, де править династія Цзінь, й держава тангутів Західна Ся та держава ханців, де править династія Сун. Делійський султанат є наймогутнішою державою Північної Індії, а на півдні Індії домінує Чола. В Японії триває період Камакура.
Цивілізація майя переживає посткласичний період. Почала зароджуватися цивілізація ацтеків.

## Події
- У Києві відбувся з'їзд князів з приводу надання допомоги половцям у боротьбі з монголо-татарами.
- У Новгороді почав княжити Ярослав Всеволодович.
- Королем Швеції став Ерік XI Еріксон.
- Пржемисл I Оттокар об'єднав Богемію і Моравію.
- Засновано Падуанський університет.
- Угорські барони змусили короля Андраша II підписати Золоту буллу, документ, що обмежував права монарха.
- Експансія Монгольської імперії:
  - В Індії монголи дійшли до Мултана, але повернули назад через несприятливий клімат.
  - Загін Субедея перейшов через Кавказ і став загрожувати половцям.
  - Чингісхан зустрівся в Афганістані з китайським даосом і алхіміком Цю Чанчунем, прагнучи отримати еліксир вічного життя.

## Народились
- 30 березня — Нітірен, японський буддистський монах і мислитель, засновник секти Нітірен.